# 叶尔米希
叶尔米希（羅馬化：Yermishʹ）是俄罗斯梁赞州的市级镇、叶尔米希区行政中心及规模最大聚居地，也是该区唯一的一座市级镇。地处梁赞州东部，位于伏尔加河流域莫克沙河一支流叶尔米希河畔，在州府梁赞东偏北方，靠近梁赞州与莫尔多瓦共和国的边界。
该地2022年人口有3,460人；2010年人口4,345；2002年人口4,715；1989年人口5,061。